# Heteranthera
Heteranthera es un género de plantas acuáticas, perteneciente a la familia Pontederiaceae. Comprende 12 especies originarias de América tropical y Sudáfrica.

## Descripción
Son plantas anuales o vivaces. Tallos reducidos a un simple nudo con hojas, o ramificados con nudos a veces enraizantes; rama florífera erecta o suberecta, glabra o con pelos glandulíferos. Hojas sumergidas sésiles, acuminadas u obtusas; las emergentes, reniformes, o de oblongas a lanceoladas, acuminadas u obtusas, delgadas. Inflorescencia uniflora o en espiga, pedúnculo glabro o con pelos glandulíferos. Espata aguda o caudada, abrazando al menos la base de la inflorescencia. Flores casmógamas o cleistógamas. Perianto hipocrateriforme, glabro o con pelos glandulíferos, con 6 tépalos lineares, oblongos u oblongolanceolados, de obtusos a acuminados, amarillos, azules o blancos. Androceo con 3 estambres, los 2 superiores más pequeños; filamentos glabros o pelosos, amarillos o morados, delgados, a veces alados; anteras redondeadas o sagitadas, blancas, amarillas o moradas. Gineceo tricarpelar, con 1 o 3 lóculos y numerosos rudimentos seminales; estilo con estigma capitado. Fruto en cápsula, con numerosas semillas. Semillas ovoides, con alas longitudinales y estrías transversales entre ellas.

## Taxonomía
El género fue descrito por Ruiz & Pav. y publicado en Florae Peruvianae, et Chilensis Prodromus 9. 1794. La especie tipo es: Heteranthera reniformis

## Especies
- Heteranthera callifolia (syn. H. callaefolia)
- Heteranthera dubia (Jacq.) MacMill. – Grassleaf Mud Plantain, Water Stargrass
- Heteranthera limosa (Sw.) Willd. – Blue Mud Plantain, Ducksalad
- Heteranthera mexicana  – Mexican Mud Plantain
- Heteranthera multiflora  – Bouquet Mud Plantain
- Heteranthera oblongifolia Mart. ex Schult. & Schult.f. in J.J.Roemer & J.A.Schultes, Syst. Veg. 7: 1148 (1830).
- Heteranthera peduncularis
- Heteranthera reniformis
- Heteranthera rotundifolia
- Heteranthera seubertiana Solms in A.L.P.P.de Candolle & A.C.P.de Candolle, Monogr. Phan. 4: 518 (1883).
- Heteranthera spicata C.Presl, Symb. Bot. 1: t. 10 (1830).
- Heteranthera zosterifolia